# Ivan Bukovec
Ivan Bukovec, (neuradno tudi Janko Bukovec) slovenski kmet, vinogradnik, župan, državni svetnik in politik, * 23. januar 1949, Semič.
Od rojstva dalje je živel in delal na domači kmetiji, ki je bila pretežno usmerjena v vinogradništvo. Končal je šolo kmetijskega strojnika.
Leta 1988 je bil eden od ustanoviteljev Slovenske kmečke zveze, prve demokratične stranke v Sloveniji po 2. svetovni vojni, ki se je kasneje preimenovala Slovensko ljudsko stranko. V času osamosvojitve, je bil predsednik DEMOS-a za Belo Krajino, ki je bil hkrati zadolžen tudi za Dolenjsko.
Leta 1994 je bil na lokalnih volitvah izvoljen za župana Občine Semič. To delo je opravljal štiri mandate in sicer do leta 2010.
Med letoma 2002 in 2007 je bil član Državnega sveta Republike Slovenije.
Na državnozborskih volitvah leta 2011 je kandidiral na listi SLS.